# 이타쿠라 가쓰시게 (1545년)

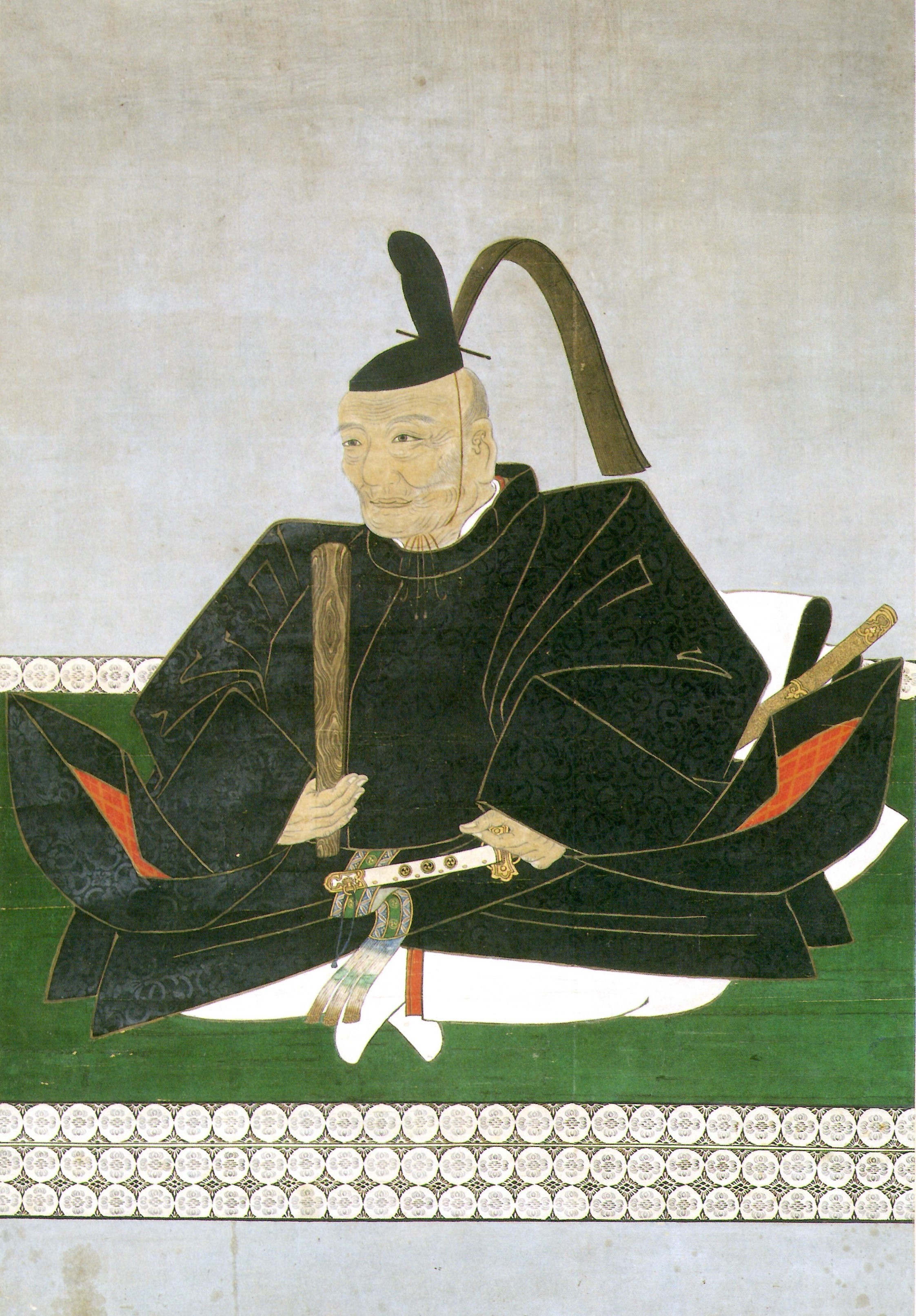
이타쿠라 가쓰시게

이타쿠라 가쓰시게(일본어: 板倉勝重, 1545년 ~ 1624년 6월 14일)는 아즈치모모야마 시대부터 에도 시대 전기까지의 무장, 하타모토, 다이묘이다. 에도 정봉행, 교토 쇼시다이. 이타쿠라 종가(板倉宗家) 시조.
가쓰시게는 이타쿠라 요시시게의 차남으로 태어났다. 어린 시절에 출가하여 정토진종의 승려로 생활하였다. 아버지 요시시게는 후코즈 마쓰다이라 가의 당주 마쓰다이라 요시카게에게 사관하여 1561년 젠묘쓰쓰미 전투(善明堤の戦い)에서 전사하였고 가독은 가쓰시게의 동생 사다시게가 이었다. 하지만 1581년 다카텐진성 전투에서 사다시게마저 전사함으로서 도쿠가와 이에야스의 명으로 가쓰시게는 환속 및 이타쿠라 가의 가독을 잇게 된다.
교토 쇼시다이 재임 중에 야마시로와 오미 국의 1만 석을 가증받아 다이묘의 반열에 올랐다.
| 전임 이타쿠라 사다시게 | 이타쿠라 씨 당주 1581년 ~ 1620년 | 후임 이타쿠라 시게무네 |

|  | 야마시로국·오미국의 다이묘 (이타쿠라 가) 1609년 ~ 1620년 | 후임 이타쿠라 시게무네 |

| 전임 기시 마사히사 | 에도 정봉행 | 후임 히코사카 모토마사 |

| 전임 오쿠다이라 노부마사 | 제2대 교토 쇼시다이 1601년 ~ 1619년 | 후임 이타쿠라 시게무네 |